# Monte Vaea
El Monte Vaea tiene una altura de 472 metros con vistas a Apia, la capital de Samoa ubicada en la costa centro-norte de la isla Upolu. La montaña está situada aproximadamente 3 km al sur del centro de Apia y de su puerto. El poblado en las estribaciones en el lado del norte de la montaña se llama Lalovaea (bajo Vaea en samoano).
El monte Vaea es más conocido como el lugar de entierro de Robert Louis Stevenson, quién vivió los últimos cuatro años de su vida en Samoa antes de su muerte el 3 de diciembre de 1894. Stevenson, quien vivió en el lado este de Monte Vaea, escogió la parte superior de montaña como su sitio de descanso final. El día que siguió a su muerte, su féretro fue llevado por los samoanos a la cumbre para su entierro. El empinado camino a su tumba se llama la 'Carretera de Corazones Amorosos' ('Road of Loving Hearts'). Se tarda sobre una hora para ascender andando. Stevenson era llamado Tusitala (lengua samoana: tusi libro, tala escritor) por las personas de Samoa.
Las cenizas de su mujer Fanny Stevenson, quien murió en California en 1914, fueron llevadas por su hija a Samoa en 1915 y enterradas junto a su marido. La placa de bronce para Fanny lleva su nombre samoano 'Aolele' (Nube Voladora en samoano).
La casa colonial de Stevenson, Villa Vailima, es ahora un museo nacional en su honor. Está situado en el pueblo de Vailima en el costado oriental del Monte Vaea,

## Monumento conmemorativo y Reserva escénica

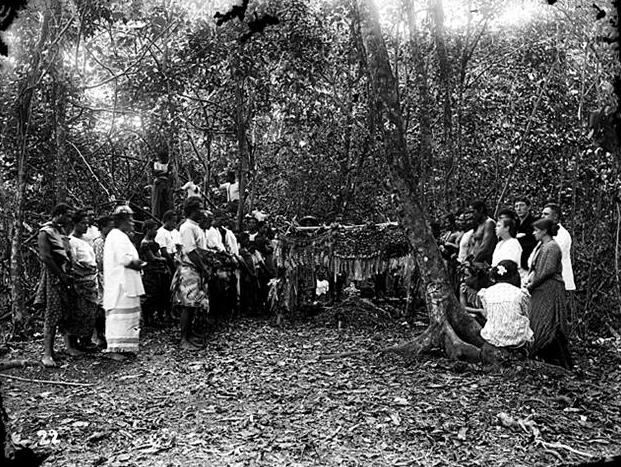
El entierro de Stevenson en el Monte Vaea, 1894. Foto por Thomas Andrew.

El monumento conmemorativo a Stevenson en el Monte Vaea y más de 100 acres (0.4 km²) de la propiedad están protegidos por ley en Samoa a través de la Ordenanza de 1958 del monumento conmemorativo a Stevenson y la reserva escénica del Monte Vaea, (Stevenson Memorial Reserve and Mount Vaea Scenic Reserve Ordinance 1958).